# 한국광해광업공단
한국광해광업공단(韓國鑛害鑛業公團,  Korea Mine Rehabilitation and Mineral Resources Corporation)는 광산피해를 적정하게 관리하고 광물자원산업을 육성ㆍ지원함으로써 광산지역의 경제활성화와 광물자원의 안정적 수급을 도모하여 국민경제의 발전에 이바지함을 목적으로 한다.
2021년 3월 9일 법률 제17919호 의거로 전신인 한국광물자원공사와 한국광해관리공단을 통합하여 동년 9월 10일 한국광해광업공단을 설립되었다.

## 개요
- 본사: 강원특별자치도 원주시 혁신로 199 한국광해광업공단
- 조직: 4본부, 해외 3개 사무소(중국,칠레,캐나다), 국내 5개 지사
- 인원: 직원 714명

## 주요 사업
- 해외 자원 개발 사업 - 조사 지원, 융자 안내, 자원 정보 조사, 자원 협력, 심해저 자원 개발 사업 등
- 국내 자원 개발 사업 - 탐사 지원, 개발 지원, 유통 사업, 광산 안전 지원, 융자 안내, 투자 사업, 기술 지원 등
- 기술 연구 - 연구 개발, 수탁 연구 용역, 광물 시험 운영, 환경 사업, 작업 환경 측정, 광해 방지
- 교육 훈련 - 광산 안전 교육, 전문 교육, 맞춤 교육, 화약 취급 기능사 양성 교육, 현지 순회 교육, 석재 기술 교육
- 남북 간 광물자원 개발 및 광물자원산업분야 협력사업

## 연혁

### 한국광물자원공사 시절
- 1967년 6월 5일: 대한광업진흥공사 설립(법률 제1935호)
- 2008년 12월 26일: 공사법 개정(자본금 2조원) 및 한국광물자원공사로 사명변경
- 2021년 9월 10일: 한국광해광업공단으로 통합

### 한국광해관리공단 시절
- 1987년 4월 3일: 석탄산업합리화사업단 설립.
- 2006년 6월 1일: 석탄산업합리화사업단 후신으로 광해방지사업단으로 설립.
- 2008년 6월 29일: 한국광해관리공단으로 사명변경
- 2021년 9월 10일: 한국광해광업공단으로 통합

## 조직

### 상임감사위원
- 감사실

### 사장
- 비서실
- 비상안전실
- 홍보실

#### 경영관리본부
- 기획조정처
- ESG경영처
- 재무회계처
- 인사노무처

#### 광해사업본부
- 광해기획처
- 수질지반처
- 토양산림처
- 석탄합리화처

#### 광물자원본부
- 핵심광물대응처
- 탐사지원처
- 해외지원처
- 비축사업처
- 해외협력처

#### 지역•산업본부
- 지역진흥처
- 기업금융지원처
- 개발지원처
- 광산안전처
- 자격검정실

#### 기술연구원
- 기술개발처
- 분석평가처

#### 해외사업관리단
- 해외자산합리화처
- 암바토비사업처
- 볼레오사업처

#### 해외사무소
- 중국사무소
- 캐나다사무소
- 칠레사무소

#### 국내센터
- 광산안전센터
- 국가광물정보센터
- 마이닝센터

#### 국내지사
- 강원지사
- 영남지사
- 충청지사
- 경인지사
- 호남지사